# Dolno Botuše
Dolno Botuše (makedonska: Долно Ботуше) är en ort i Nordmakedonien. Den ligger i kommunen Makedonski Brod, i den västra delen av landet, 40 kilometer sydväst om huvudstaden Skopje. Dolno Botuše ligger 1 061 meter över havet och antalet invånare är 164.